# Куп Радивоја Кораћа
Куп Радивоја Кораћа је било годишње европско екипно такмичење у кошарци под покровитељством ФИБА-е, које се одржавало сваке године од 1972. до 2002. Куп је био треће такмичење по важности у Европи после Евролиге и Купа победника купова, односно Сапорта купа.

## Историја
Куп Радивоја Кораћа је добило име по познатом југословенском и српском кошаркашу Радивоју Кораћу, који је трагично изгубио живот у саобраћајној несрећи 1969. године. Такмичење је престало да се игра 2002. године. Не треба га мешати са националним купом Србије, који је преузео име већ од 2003. године. После договора између ФИБА и КСС-а 2011. године, реплика идентичног трофеја се додељује победнику Купа Србије.

## Освајачи
| Сезона   | Победник                  | Резултат       | Финалиста                 |
| -------- | ------------------------- | -------------- | ------------------------- |
| 1972.    | Локомотива Загреб         | 71:83, 94:73   | ОКК Београд               |
| 1973.    | Форст Канту               | 106:75, 85:94  | Маес Пилс                 |
| 1973/74. | Форст Канту               | 99:86, 75:68   | Партизан                  |
| 1974/75. | Форст Канту               | 71:69, 110:85  | Барселона                 |
| 1975/76. | Југопластика Сплит        | 97:84, 82:82   | Ауксилијум Торино         |
| 1976/77. | Југопластика Сплит        | 87:84          | Фортитудо Алко Болоња     |
| 1977/78. | Партизан                  | 117:110        | Босна Сарајево            |
| 1978/79. | Партизан                  | 108:98         | Аригони Ријети            |
| 1979/80. | Аригони Ријети            | 76:71          | Цибона Загреб             |
| 1980/81. | Хувентуд Бадалона         | 96:96, 105:104 | Карера Венеција           |
| 1981/82. | Лимож                     | 90:84          | Шибенка                   |
| 1982/83. | Лимож                     | 94:86          | Шибенка                   |
| 1983/84. | Елан Берне Ортез          | 97:73          | Црвена звезда             |
| 1984/85. | Симак Милано              | 91:78          | Ћао Крем Варезе           |
| 1985/86. | Банко ди Рома             | 84:78, 73:72   | Мобилђирђи Казерта        |
| 1986/87. | Барселона                 | 106:85, 97:86  | Лимож                     |
| 1987/88. | Реал Мадрид               | 102:89, 93:94  | Цибона Загреб             |
| 1988/89. | Партизан                  | 76:89, 101:82  | Висмара Канту             |
| 1989/90. | Хувентуд Бадалона         | 99:98, 96:86   | Скаволини Пезаро          |
| 1990/91. | Шампо Клир Канту          | 73:71, 95:93   | Реал Мадрид               |
| 1991/92. | Виртус Месађеро Рома      | 94:94, 99:86   | Скаволини Пезаро          |
| 1992/93. | Филипс Милано             | 95:90, 106:91  | Виртус Месађеро Рома      |
| 1993/94. | ПАОК                      | 75:66, 100:91  | Стефанел Трст             |
| 1994/95. | АЛБА Берлин               | 87:87, 85:79   | Стефанел Милано           |
| 1995/96. | Ефес Пилсен               | 76:68, 70:77   | Стефанел Милано           |
| 1996/97. | Арис Солун                | 66:77, 88:70   | Тофаш Бурса               |
| 1997/98. | Скалигера Маш Џинс Верона | 68:74, 73:64   | Црвена звезда             |
| 1998/99. | Барселона                 | 77:93, 97:70   | Адеко Естудијантес        |
| 1999/00. | Лимож                     | 80:58, 51:60   | Уникаха Малага            |
| 2000/01. | Уникаха Малага            | 77:47, 71:69   | Хемофарм Вршац            |
| 2001/02. | СЛУК Нанси баскет         | 98:72, 74:95   | Локомотива Ростов на Дону |